# Кіляр Марія
Марія Кіляр (псевдо «Устя»; 1920—1922, Перемишль (нині Польща) — січень 1944, біля с. Вілія, Шумський район, Тернопільська область) — діячка ОУН та УПА. Лицарка Срібного хреста заслуги УПА.

## Життєпис
Освіта — середня: закінчила Український інститут для дівчат у Перемишлі (1938). 
Членкиня ОУН. Учасниця похідних груп ОУН у Східну Україну (1941). Референтка УЧХ Кременецького надрайонного проводу ОУН (?-01.1944). 
Загинула у бою з німцями.

## Нагороди
Згідно з Постановою УГВР від 8 жовтня 1945 року і Наказом Головного військового штабу УПА ч. 4/45 від 11 жовтня 1945 року референтка УЧХ Кременецького надрайонного проводу ОУН Марія Кіляр — «Устя» нагороджена Срібним хрестом заслуги УПА.

## Вшанування пам'яті
13 квітня 2019 року від імені Координаційної ради з вшанування пам'яті нагороджених Лицарів ОУН і УПА у м. Шумськ Тернопільської обл. Срібний хрест заслуги УПА (№ 058) переданий на зберігання у Шумський районний краєзнавчий музей.